# Beliai
Beliai (en rus: Беляй) és un poble (possiólok) de l'óblast de Tomsk, a Rússia, que el 2010 tenia 1.151 habitants. És a la vora del riu Txulim, afluent del riu Obi.
El clima és continental, amb estius càlids i hiverns freds, temperatures uniformes i canvis ràpids dels elements meteorològics durant un període (diversos dies o hores). El clima local, que no ha canviat tant com en anys anteriors, es deu a la complexa circulació de masses d'aire sobre la plana de Sibèria occidental perquè hi arribin. Per tant, els processos de circulació sobre Sibèria occidental estan sempre implicats per masses d'aire àrtic i temperat, i a l'estiu per altres tropicals. Les masses d'aire es realitzen en un sistema de ciclons i anticiclons, que manté constant el temps a la regió, i es reprodueix cada any.